# Titan Aerospace
Titan Aerospace foi uma empresa aeroespacial americana com sede em Moriarty, no Novo México, de 2013 a 2014.
A empresa foi adquirida pela Google em 2014, que planejava usá-la para desenvolver veículos aéreos não tripulados capazes de levar acesso à Internet para partes remotas do mundo. Em janeiro de 2017, a Google anunciou que abandonou o projeto.

## História
A empresa foi fundada em 2011 por Max Yaney. Em 2013, Vern Raburn, ingressou na Titan Aerospace como CEO. Ele foi fundador da agora extinta Eclipse Aviation, CEO da Systemantec e um dos primeiros funcionários da Microsoft durante sua fase inicial.
De acordo com a Manager Magazine, no início de março de 2014, o Facebook ofereceu US$ 60 milhões para comprar a empresa. O Techcrunch informou que o Facebook queria usar os drones para fornecer acesso à rede acessível a áreas sem conexão com a Internet.
Em meados de abril de 2014, foi anunciado que o Google havia comprado a Titan Aerospace.
O "Projeto Titan" foi parte da divisão de acesso do Google antes de ser absorvido pela unidade semi-secreta R&D facility  X, durante a remodelação da Alphabet em 2015, sendo encerrado em 2016.

## Produtos
A empresa pretendia fabricar aeronaves não tripuladas sob a designação AtmoSat. Previa-se que os chamados "satélites atmosféricos" ou Drones de Satélites Atmosféricos movidos a energia solar viajariam até 20 quilômetros de altura e teriam funções típicas de satélite. Equipados com um sistema de energia solar, eles foram projetados para, de acordo com a Titan Aerospace, voar continuamente por até cinco anos e, assim, cobrir quatro milhões de quilômetros.

### Tipos
- A Solara 50, com 50 metros de envergadura e 15 metros de comprimento, foi apresentada na feira AUVSI's Unmanned Systems, em Washington.[11][12]  A Solara 50 foi projetada para acomodar uma carga útil de 32 quilos.
- Solara 60, com uma carga útil de mais de 100 kg, foi um desenvolvimento subsequente previsto.

A plataforma Solara AtmoSat prometia aos clientes em todo o mundo imagens em tempo real da Terra, serviços de voz e dados, navegação, sistemas de monitoramento da atmosfera e mapeamento de serviços e sistemas. Os sistemas esperavam fornecer cobertura de sinal de mais de 17.800 quilômetros quadrados, dando a um drone Solara hipotético maior cobertura do que 100 torres de células terrestres.

### Primeiro e único voo de teste
Em 1º de maio de 2015, o único SOLARA 50, com o número de registro N950TA, voou por quatro minutos e dezesseis segundos antes de atingir o solo após uma falha estrutural em voo. A aeronave atingiu uma altitude de aproximadamente 520 pés acima do nível do solo.